# Nature morte aux grenades
Nature morte aux grenades est un tableau réalisé par le peintre français Henri Matisse en novembre 1947 à Vence, dans les Alpes-Maritimes. Partie de la série dite Intérieurs de Vence, cette huile sur toile est une nature morte qui représente des grenades posées sur une table rouge devant une fenêtre s'ouvrant sur un palmier. Utilisée pour illustrer une affiche de l'office de tourisme de Nice en 1949, la peinture est offerte par l'artiste à la ville en 1953. Elle est conservée au musée Matisse de Nice.